# Mariano Perdriel
Mariano Ascencio Perdriel (Buenos Aires, 3 de mayo de 1758 - ibíd, 1833) fue un sacerdote católico argentino que formó parte de la Asamblea del Año XIII en representación de la ciudad de Santiago del Estero y su jurisdicción.

## Biografía
Nacido en la ciudad de Buenos Aires, hijo del maestro carpintero francés Julián Perdriel y de María Josefa de Islas y Ladrón de Guevara. Estudió en el Colegio de San Ignacio de Buenos Aires y posteriormente hizo la carrera eclesiástica, ordenándose presbítero en 1783. Cuatro años más tarde fue cura del pueblo de Arrecifes, regresando a la capital del Virreinato del Río de la Plata en 1792, para ser capellán del segundo batallón del Regimiento Fijo de Buenos Aires.
Tras varios años durante los cuales no se sabe nada sobre él, figura como socio de una Sociedad Patriótica Literaria, polemizando acerca de un Proyecto político que había sido publicado por la prensa basado en El contrato social, de Jean-Jacques Rousseau, al cual consideraba principalmente un texto teórico e inaplicable en la práctica. Tras el derrocamiento del Primer Triunvirato se incorporó a la Logia Lautaro, a la que pertenecía su sobrino, el coronel Gregorio Perdriel.
A fines de 1812, el cabildo de la ciudad de Santiago del Estero debió elegir un diputado a la Asamblea del Año XIII; debido a que con anterioridad habían sido elegidos dos diputados a sendas asambleas fracasadas, y el empobrecido cabildo no podría afrontar los gastos de enviar un representante desde Santiago y alojarlo en la capital, se decidió elegir a alguien residente en ésta. Por presión del gobierno central, en el que la Logia Lautaro jugaba un papel hegemónico, fue elegido uno de sus miembros, el cura Perdriel, que ya residía en la capital.
Participó en casi todas las sesiones de la Asamblea, sin destacarse y apoyando en todo la posición del gobierno del Triunvirato y del Directorio. Tras la disolución de hecho de la Asamblea en 1815 permaneció en Buenos Aires ejerciendo un curato.
En 1817, cuando el Congreso de Tucumán fue trasladado a Buenos Aires, el cura Pedro Ignacio de Castro Barros, diputado por la ciudad de La Rioja, consiguió un cargo eclesiástico que lo obligó a alejarse de la capital. Por ello nombró para subrogarlo a Mariano Perdriel, de quien se había hecho amigo. Ocupaba ese cargo cuando el Congreso fue disuelto en febrero de 1820, dando inicio a la Anarquía del Año XX.
El presbítero Mariano Perdriel falleció en Buenos Aires en 1833.